# Воєнні злочини в Запорізькій області під час російсько-української війни

#### Обстріли
Станом на 15 березня 2022 року у Запорізькій області було відкрито понад 100 проваджень щодо злочинів російських військ проти мирного населення.
Станом на 8 квітня у Запорізькій області повністю або частково зруйновано 375 будинків.
У місті Мелітополь та Мелітопольському районі станом на 8 березня 2022 року обстрілами військ Російської Федерації зруйновано понад 90 житлових будинків. Велика кількість сімей залишилася без даху над головою".
За інформацією речника ЗОВА полковника Івана Арєф‘єва у місті Пологи гуманітарна катастрофа. Вже шосту добу місто перебуває без тепла, водо- та електропостачання, їжі та зв'язку.
10 березня у Мелітополі, о 6-й ранку озброєні люди у російській військовій формі увірвалися у будинок депутатки Запорізької обласної ради, представниці корінного кримськотатарського народу Лейли Ібрагімової, директорки Мелітопольського міського краєзнавчого музею. Лейлу Ібрагімову відвезли у невідомому напрямку, у будинку провели обшук, вилучили телефони.
11 березня у Мелітополі групою окупантів із 10 осіб було викрадено мера міста Івана Федорова, який відмовився від співпраці з ворогом.
У Приморську окупанти затримують людей та крадуть авто цивільних.
13 березня Голова ОДА Олександр Старух повідомив про викрадення міського голови Дніпрорудного Євгена Матвєєва.
13 березня в окупованому Мелітополі Запорізької області росіяни викрали голову районної ради Сергія Прийму та намагалися викрасти секретаря міськради Романа Романова.
13 березня російські окупанти розтрощили відомий замок-палац «Садиба Попова» у м. Василівка, що є пам'яткою архітектури XIX ст.
Російські загарбники цілеспрямовано знищують сільськогосподарську техніку, підриваючи продовольчу безпеку в Україні і світі. Такі випадки зафіксують у Мелітопольському районі, а також інших регіонах України.
У Пологах від обстрілів російських загарбників загинуло 20 цивільних осіб
У Бердянську окупанти затримали кількох учасників проукраїнських мітингів.
16 березня вранці було обстріляно ракетами вокзал Запоріжжя-2 та Ботанічний сад. Постраждали одна людина. Пошкоджено залізничну колію, перон, будівлю вокзалу, розташовані поблизу житлові будинки, а також розташовані поблизу корпуси і гуртожитки Запорізької політехніки і запорізького національного університету.
16 березня військові РФ обстріляли цегляний завод у Малій Токмачці.
16 березня в районі смт Степногірськ рашисти завдали удару по автівках, у яких їхали біженці з гарячих точок у бік Запоріжжя. За попередніми даними 5 людей поранені, з них одна дитина у важкому стані.
16 березня о 00:30 та о 06:30 російські військові обстріляли село Новояковлівка Комишуваської ОТГ/
17 березня, о 13.00 год окупантами обстріляно селище Зарічне Комишуваської територіальної громади.
20 березня, російські окупанти протягом двох годин (з 14 по 16 годину) обстрілювали прифронтове Кам'янське з градів, мінометів та танків.
21 березня на території Запорізької області окупантами було обстріляно евакуаційні автобуси з дітьми із Маріуполя. 4 дитини поранено, у тому числі двоє перебувають у важкому стані.
26 березня російські війська здійснили артобстріл з ворожої техніки по домівках мирного населення села Веселянка Запорізького району. Внаслідок обстрілу пошкоджено лінії електропередач, вражено кілька десятків приватних будинків. В результаті — частина з них не придатні до житла та знаходяться в аварійному стані, інші — мають пошкодження різного ступеню.
28 березня у Мелітополі окупанти викрали начальницю міського управління освіти Ірину Щербак, яка відмовлялася співпрацювати з ними.
2 квітня на автодорозі «Василівка-Запоріжжя» Російські окупанти відкрили вогонь по автомобілю в евакуаційній колоні.
Росіяни обстрілювали інфраструктуру в Пологівському районі з використанням фосфорних боєприпасів.
У місті Пологи Запорізької області окупанти захопили та замінували внутрішню територію центральної районної лікарні. Медичному персоналу та пацієнтам заборонили повертатись до закладу. При цьому в медзакладі зараз перебувають поранені російські військові.
4 квітня у селі Інженерне внаслідок обстрілів російськими військами загорілося горище Школи мистецтв.
4-5 квітня були викрадені з майданчика дилера «Агротек-Інвест» у Мелітополі та вивезені в напрямку росії комбайн John Deere s760 із жаткою та дві сівалки Väderstad Tempo на суму €520 тис.
5 квітня Російські війська розбомбили в Гуляйполі церкву святого Тихона Задонського, яка внесена до реєстру місцевих пам'яток культури.
5 квітня російськими військовими було обстріляно цивільну інфраструктуру та житлові будинки в селі Мала Токмачка Пологівського району, внаслідок чого зруйновано десятки житлових будинків, магазини, дитячий садок, школа, будинок культури.
5 квітня російські загарбники протягом півтори години обстрілювали селище Комишуваху. Пошкоджено більше 20 будинків, один будинок зруйновано. Одна людина отримала поранення.
Станом на 6 квітня у Мелітополі на додачу до гуманітарної катастрофи, яку створили окупанти — нестачу продуктів харчування, медикаментів, палива, — вони почали мародерство і грабування містян у великих масштабах. Рашисти всіма силами намагаються повністю зірвати посівну на захоплених територіях — заміновують поля, обшукують склади із сільськогосподарською технікою та викрадають її, частина цієї техніки вже відправлена до тимчасово захопленого Джанкоя та Чечні.
6 квітня, внаслідок обстрілу російськими окупантами у смт. Степногірськ спалахнув приватний будинок і прилегла до нього територія.
Станом на 7 квітня 2022 року у Мелітополі, який зайняли російські війська, кількість викрадених ними людей перевищила сотню.
10 квітня російські військові обстріляли одразу 15 населених пунктів Запорізької області: міста Гуляйполе, Степногірськ, Оріхів, села Новоандріївка, Новоданилівка, Верхня Терса, Павлівка, Старомайорськ, Щербаки, Преображенка, Кам'янське, Мала Токмачка, Юрківка, Червона Криниця, Новоукраїнське. Окупанти використовували реактивні системи залпового вогню «Град», ствольну артилерію, 120 мм міномети та великокаліберні кулемети. Постраждала цивільна інфраструктура, шляхи сполучень, електростанції, житлові будинки.
У ніч на 12 квітня російські окупанти обстріляли фосфорними бомбами село Новояковлівку Комишуваської територіальної громади. Є пошкоджені будинки.
12 квітня російські окупанти обстріляли забороненими фосфорними боєприпасами житловий будинок у селі Новоданилівка Пологівського району.
14 квітня російські окупаційні війська з артилерії обстріляли Василівку. Внаслідок цього частина житлових будинків та інфраструктури зруйнована. Одна особа загинула, а 5 отримали поранення.
За даними Офісу генпрокурора України, 5 квітня військовослужбовці збройних сил Російської Федерації в окупованому Мелітополі викрали з відділення АТ «Укрпошта» майже 3 млн грн.
Окупанти викрали неповнолітнього сина голови Запорізької РДА.
19 квітня російські окупанти викрали Олега Будяка, директора краєзнавчого музею в селі Осипенко Бердянського району.
21 квітня російськими військовими було здійснено ракетний обстріл м. Запоріжжя. Одна з ракет вибухнула біля мосту через Дніпро, коли ним рухався пасажирський поїзд, в якому вибуховою хвилею вибило вікна чотирьох вагонів. Також вилетіли вікна автівок, які рухалися мостом. Друга ракета пошкодила будівлю санаторію-профілакторію одного з підприємств міста. Постраждали 8 громадян.
23 квітня у Василівці російські загарбники влучили в житловий будинок з реактивної системи залпового вогню і намагаються звинуватити в обстрілі ЗСУ. Обстріл здійснили з села Бурчак, яке тимчасово знаходиться під контролем російських окупантів.
Рашисти в окупованому Мелітополі викрали консула Болгарії.
23 квітня у селі Кам’янське Василівського району внаслідок артилерійського обстрілу російської федерації загинули троє мирних жителів, які у цей час працювали на городі. Серед них одна дитина. В Оріхові під час ворожих ракетних обстрілів було зруйновано магазин «Оптовичок». У селі Новопавлівці Пологівського району внаслідок артобстрілу російськими злочинцями було зруйновано приватний будинок. У селі Мала Токмачка, Пологівського району, внаслідок артобстрілу рашистами було зруйновано будівлю, а також пошкоджено трактор, культиватор та автопричіп.
У селі Орлянське Василівського району до місцевої мешканки до будинку увірвалися російські злочинці, один із них її зґвалтував.
24 квітня російські окупанти близько 10 години ранку обстріляли Василівку Запорізької області. За словами місцевих мешканців, ракети прилетіли туди, де мали святити паски. Сама атака почалася з стартом церковної служби.
26 квітня, російські військові завдали удару по Гуляйполю. Внаслідок обстрілів троє людей отримали поранення. Також окупанти пошкодили будинки мирних жителів.
26 квітня окупанти розбомбили школу у селі Червоне Гуляйпільського району.
По інфраструктурі Запоріжжя 26 квітня 2022 року вдарили три російські ракети, дві влучили в підприємство, наразі відомо про одного загиблого і ще одного пораненого.
"Били струмом, відрізали палець, зламали 4 ребра": на Запоріжжі російські окупанти 12 днів катували учасника АТО. На тимчасово окупованих територіях Запорізької області російськими терористами проводяться масштабні "фільтраційні заходи". Жертвами окупантів найчастіше стають чоловіки призовного віку. В першу чергу – ветерани АТО/ООС, колишні військові та правоохоронці, проукраїнські активісти.
Російські окупанти захопили Мелітопольський міський краєзнавчий музей, де зберігалося скіфське золото IV століття до нашої ери. Втім, за повідомленням голови ОДА О. Старуха найбільш цінні експонати запорізьких музеїв були вивезені до інших регіонів ще на початку війни.
28 квітня внаслідок обстрілів населених пунктів артилерійських обстрілів пошкоджено житловий будинок і загинули двоє людей у м. Оріхів, ще одна людина травмована у селі Новоандріївка Пологівського району. У селі Петрівка Василівського району загинув механізатор, який підірвався на міні під час проведення польових робіт.
28 квітня внаслідок ракетного обстрілу зруйновано 12 будинків приватного сектору у Запоріжжі. 5 людей поранено, серед них одна дитина.
Російські окупанти в Мелітополі перейшли вже до масових викрадень людей, пересуватися в місті небезпечно.
Фермери Мелітопольського району повідомляють, що окупанти почали скуповувати зерно вдвічі заниженими цінами. У тих, хто відмовляється від такої співпраці, зерно забирають силою під дулами автоматів.
30 квітня російські окупанти обстріляли фермерські господарства Таврійської територіальної громади та у селі Воздвиженка Пологівського району. Пошкоджено інфраструктуру, господарську техніку, насіння соняшника, загинули свійські тварини.
Російські військові 1 травня гатили по багатоповерхових будинках Оріхова що на Запоріжжі, загинули дві людини.
У Мелітополі загарбники викрали 60-річну працівницю краєзнавчого музею Галину Кучер, у неї вдома залишилася лежача матір.
3 травня російські окупанти обстріляли селище Залізничне Гуляйпільського району. Пошкоджено будівлю місцевої школи та 12 житлових будинків. Внаслідок обстрілів від отриманих осколкових поранень загинуло двоє людей.
Російські війська 5 травня 2022 року обстріляли житловий будинок у Пологах на Запоріжжі, загинула жінка.
У Бердянську викрали волонтера і керівницю станції "швидкої допомоги".
Окупанти захоплюють покинуті квартири та викрадають авто у Мелітополі.
В Україні розпочали кримінальне провадження за фактом викрадення національних цінностей з музею в Мелітополі, яке вчинили військові РФ. Слідство стверджує, що у квітні росіяни викрали історико-культурні цінності з Мелітопольського краєзнавчого музею.
У Запорізькій області загарбники 11 травня 2022 року вчергове обстріляли цивільну інфраструктуру Оріхова, одна людина загинула 8 осіб дістали поранення.
Одна людина загинула й ще кілька дістали поранення 11 травня 2022 року від обстрілів півтора десятком ракет російських окупантів по селу Комишуваха в Запорізькій області.
Із 24 лютого станом на 11 травня 2022 року росіяни викрали 271 людину на тимчасово окупованих територіях Запоріжжя.
Російські загарбники масово вивозять із тимчасово окупованих територій Запорізької області зерно. Як повідомляє пресслужба Запорізької ОВА, про пограбування російськими військовими зерносховищ заявляють і жителі с. Мала Білозерка, де окупанти "забрали зерно і фермерів, і пайовиків".
Війська РФ вночі 22 травня запустили ракети по цивільній інфраструктурі одного з сіл на Вільнянщині Запорізької області. Попередньо встановлено, що є постраждалі громадяни.
23 травня 2022 року російські окупанти увірвались до помешкання співробітника енерго-ремонтного підрозділу Запорізької АЕС Сергія Швеця та розстріляли його з автоматичної зброї. З численними кульовими пораненнями пан Сергій ушпиталений до міської лікарні Енергодара. Лікарі борються за його життя.
За інформацією Запорізької ОВА, сьогодні, 24 травня, зухвало та цинічно було викрадено керівників Кирилівської селищної ради: Івана Малєєва та Ігоря Коробку.
Вранці 25 травня військовослужбовці РФ обстріляли цивільну інфраструктуру Запоріжжя одразу у двох районах. Пошкоджено понад 60 приватних будинків, один зруйновано вщент. Дуже багато інфраструктури міста, магазинів пошкоджено. Ракетним ударом пошкоджено ТРЦ "Аврора" у Запоріжжі. Загинула 1 людина, 3 дістали поранення.
У Гуляйполі Запорізької області за добу 29 травня російська рамія обстрілами зруйнувала понад 50 об'єктів цивільної інфраструктури, серед них - магазини, поштове відділення, будинок молитви.
Російські окупанти за три місяці повномасштабного вторгнення на територію України викрали у Мелітополі понад пів тисячі мирних громадян.
Сьогодні вночі 31 травня 2022 року декілька годин поспіль ворог гатив по житлових кварталах населеного пункту Комишуваха Запорізької області.
1 червня військовослужбовці Російської Федерації вкотре обстріляли Пологівщину у Запорізькій області. Пошкоджено будинки, відомо про двох травмованих.
Зрадники на окупованій території Запорізької області вирішили віджати державне майно України, щоб підвищити ефективність своєї "влади".
У місті Гуляйполе, де станом на 12 червня 2022 року зруйновано понад 500 житлових будинків, все ще залишаються близько 4 тис. цивільних мирних мешканців, до війни це було 20 тис. осіб.
Ворог знищує цивільну інфраструктуру в Оріхові Запорізької області. У результаті вчорашніх 15 червня 2022 року обстрілів м. Оріхів Пологівського району постраждали приватні будинки мирних мешканців.
30 вересня 2022 року унаслідок російського ракетного удару по гуманітарній колоні в Запоріжжі загинуло 30 осіб, майже сто дістали поранення і травми.
Кількість жертв удару окупантів по житлових будинках у Запоріжжі 6 жовтня зросла до 17 людей.
Внаслідок атаки російських окупантів по Запоріжжю в ніч на 9 жовтня загинуло 13 людей, з них одна дитина, 89 осіб поранено, в тому числі 11 дітей.
16 людей загинули та майже сотня отримали поранення у результаті ударів Росії по житлових кварталах Запоріжжя 9 та 10 жовтня.
У ніч на 17 листопада місто Вільнянську Запорізької області зазнало ракетного удару, у результаті якого загинуло 9 осіб. У ніч на 23 листопада 2022 року російські загарбники ракетами вдарили по пологовому відділенні Вільнянської лікарні у Запорізькій області, у результаті обстрілу загинуло немовля.
Внаслідок ракетного удару РФ 31 грудня 2022 року у Запоріжжі поранено 4 людей, серед яких вагітна жінка та дівчинка-підліток, яка перебуває у важкому стані. Внаслідок обстрілу Оріхова в Запорізькій області 1 січня 2022 року загинула людина, троє дістали поранень.
Ввечері 3 січня 2023 року російські окупанти атакували ракетами околиці Запоріжжя, в результаті нападу поранена людина, а на об'єкті цивільної інфраструктури виникла пожежа.
Жертви замінування території
22 листопада 2023 року мешканець прифронтової Новоандріївки загинув від детонації російського касетного боєприпасу.

#### На окупованій території
Насильство, викрадення і вбивства цивільних
28 лютого 2022 року у Бердянську російський окупант застрелив мешканця за відмову дати телефон. 6 березня на автодорозі між селами Нестерянка та Мирне Оріхівського району, російський військовий танк переїхав автомобіль марки «Таврія». Загинули двоє дорослих чоловіка та неповнолітній хлопчик, який згорів в палаючій автомашині. 7 березня російські військові обстріляли авто «Укрпошти» і переїхали його: загинули двоє співробітників пошти, які розвозили пенсії. 26 березня на одному з блокпостів у Запорізькій області російський військовий вистрілив в обличчя 11-річній дівчинці, яку мати вивозила з Маріуполя.
2 квітня в Енергодарі рашисти влаштували стрілянину та вибухи на мирному мітингу. Відомо про чотирьох містян, які потрапили до лікарні з травмами та важкими опіками. Станом на 22 квітня у Запорізькій області за період окупації окремих районів було викрадено 182 людини, з них 100 звільнені. 8 червня 2022 стало відомо що російські військові розстріляли машиніста тепловоза Пологівського локомотивного депо регіональної філії «Придніпровська залізниця».
24 червня 2023 року стало відомо що окупаційна російська влада стратила двох підлітків у Бердянську у нібито підготовці диверсії на залізниці. 27 липня стало відомо про ДТП вчинене військовослужбовцем окупаційного 1429-го мотострілкового полку біля Токмаку який в стані алкогольного спʼяніння протаранив на МТ-ЛБ цивільне авто внаслідок чого одна особа загинула а інша поранена.
Підриви дамб
Протягом травня-червня 2023 року окупаційна влада вдавалася до підриву дамб як заходів проти наступу українських військ.